# Parti communiste du Népal (marxiste-léniniste) (2002)
Pour les articles homonymes, voir Parti communiste du Népal.
Le Parti communiste du Népal (marxiste-léniniste) – en népalais : नेपाल कम्यूनिष्ट पार्टी (मार्क्सवादी-लेनिनवादी) – est un parti politique du Népal, créé le 15 février 2002 par Chandra Prakash Mainali, qui en est le secrétaire général depuis la fondation..
Il est fréquemment désigné, dans les médias népalais de langue anglaise, et au niveau international, sous le nom de Communist Party of Nepal (Marxist-Leninist) ou par son sigle, CPN(ML) ou CPN-ML.
Ce parti est strictement homonyme de deux autres formations népalaises antérieures :
- le Parti communiste du Népal (marxiste-léniniste), créé en 1978 et auto-dissous le 6 janvier 1991 (par fusion dans le Parti communiste du Népal (marxiste-léniniste unifié)), et dont le premier secrétaire général, de 1978 à 1982, avait été Chandra Prakash Mainali ;
- le Parti communiste du Népal (marxiste-léniniste) (1998), formation dissidente du PCN-MLU, créée le 5 mars 1998 et réunifiée au PCN-MLU en janvier 2002. L'actuel PCN-ML fut recréé en réaction à cette réunification du parti ayant fait dissidence de 1998 à 2002.

## Assemblée constituante
Dans l'Assemblée constituante mise en place à la suite du scrutin du 10 avril 2008, l'actuel Parti communiste du Népal (marxiste-léniniste) dispose de 9 sièges (sur 601) :
- 0 députés (sur 240) élu au scrutin uninominal majoritaire à un tour ;
- 8 députés (sur 335) élus au scrutin proportionnel de liste à un tour ;
- 1 député (sur 26) nommé par le gouvernement intérimaire multipartite.